# Panmunjeom
Panmunjeom, također poznat kao Panmunjom, Joint Security Area (JSA), vojno je naselje u demilitariziranoj zoni (DMZ) između Sjeverne i Južne Koreje, gdje se pregovaralo o završetku Korejskog rata od 1951. do 1953. godine. To je sjedište Vojne komisije za primirje (MAC), koja nadzire poštivanje primirja. Panmunjeom je dom Mosta bez povratka, koji je dugo bio jedini granični prijelaz između dviju korejskih država. Mjesto je pod isključivom upravom MAC-a.
Ime Panmunjeom navodno dolazi od imena sela "Neolmun" što znači vrata od dasaka. Od 10 srpnja 1951. tamo su se sastajale delegacije zaraćenih strana kako bi pregovarale o prekidu rata. Konačno, nakon 765 konferencija, Kina, Sjeverna Koreja i UN (koje zastupa SAD) potpisali su Sporazum o primirju iz srpnja 1953. Prema odredbama sporazuma, očišćena su sva naselja unutar demilitarizirane zone, uključujući i mjesto izvorno nazvano Panmunjeom. Sjedište Povjerenstva za primirje MAC-a, sastavljeno od predstavnika obje strane, premješteno je na novoucrtanu granicu između dviju korejskih država, ali je zadržalo ime Panmunjeom. U sljedećim desetljećima Panmunjeom je služio kao mjesto daljnjih pregovora.
Dana 30. lipnja 2019. Kim Jong-un i američki predsjednik Donald Trump sastali su se u Panmunjeomu. Trump je bio prvi američki predsjednik koji je prešao granicu sa Sjevernom Korejom, a potom su obojica zajedno prešli granicu s Južnom Korejom.

## Područje
Najvažnije građevine u Panmunjeomu su tri plave barake sa po jednim vratima na sjevernokorejskoj i južnokorejskoj strani. Njegovom sredinom prolazi vojna linija razgraničenja (betonski blok u sredini između vojarni), de facto granica između Sjeverne i Južne Koreje. U tim prostorijama vodili su se pregovori između obiju strana.
Srednja baraka naizmjenično je dostupna delegacijama posjetitelja s obje strane. Dva vojnika iz jednog dijela Koreje iz koje se ulazi u prostoriju potom čuvaju vrata prema drugom dijelu zemlje. Inače se možete slobodno kretati u maloj sobi za pregovore i tako prijeći granicu. Između vojarni, samo uski pojas betona i različiti podovi označava graničnu liniju.
Na sjevernokorejskoj strani,  je izgrađen 1969. godine je izgrađen Panmungak, izvorno dvokatna zgrada (kasnije joj je dodan treći kat) koja je služila kao prostor za sjevernokorejske delegacije i sigurnosne snage.
Granicu s obje strane nadziru stalno prisutne vojne straže. Ovaj zadatak postavlja posebne zahtjeve pred čuvare. Na primjer, južnokorejski vojnici moraju biti visoki najmanje 1,73 metra i imati crni pojas u judou ili taekwondou borilačkim vještinama kako bi mogli služiti u DMZ-u. Ostaju na straži u modificiranoj taekwondo osnovnoj pozi s bezizražajnim izrazima lica i nose sunčane naočale kako ne bi pokazivali emocije prema sjevernokorejskim vojnicima.
Područje ima ukupni promjer od 800 metara. Prelazenje crte razgraničenja više se ne tolerira nakon incidenta 18. kolovoza 1976., u kojem su sjevernokorejski vojnici ubili dva američka vojnika. Prema međukorejskom vojnom sporazumu, bit će ponovno dopušteno.

## Turistička uporaba
Panmunjeom je jedino mjesto unutar DMZ-a koje je otvoreno za strane turiste u sklopu obrazovnog i orijentacijskog programa. Ovaj program provode vojnici Zapovjedništva Ujedinjenih naroda za sigurnosnu brigadu - Joint Security Area. Vojnici prate i nadziru sve sudionike tijekom cijelog obilaska terena, a potrebno je da se sudionici pridržavaju uputa vojnika. Građani Afganistana, Iraka, Irana, Kube, Libije, Sjeverne Koreje, Pakistana, Sudana, Sirije itd. moraju biti identificirani unaprijed.

## Vanjske poveznice
- Turizam na granici Sjeverne Koreje, u spiegel-online od 6. veljače 2013.
- Posljednji zid razdvaja Sjevernu i Južnu Koreju, u Badische Zeitungu od 12. kolovoza 2011.